# Stabat Mater (Pärt)
Pour les articles homonymes, voir Stabat Mater (homonymie).
Stabat Mater est une œuvre pour un trio de voix et un trio à cordes du compositeur estonien Arvo Pärt composée en 1985.

## Historique
Le Stabat Mater de Pärt était en 1985, date de sa création, une des œuvres les plus ambitieuses du compositeur estonien. Elle se situe dans la lignée formelle et spirituelle de Passio, sa Passion selon Saint Jean composée en 1982. Stabat Mater est une commande de la fondation Alban-Berg pour la célébration de ses 100 ans.
La première mondiale a été donnée le 30 octobre 1985 au Konzerthaus de Vienne par le Hilliard Ensemble et les solistes Gidon Kremer (violon), Nobuko Imai (alto), David Geringas (violoncelle) sous la direction de Paul Hillier. En 2008, Pärt compose une version révisée pour chœur mixte et orchestre à cordes dont la première est donnée le 12 juin 2008 à Vienne par le Tonkünstler Orchester dirigé par Kristjan Järvi.

## Structure
Composé sur le principe du rondo, Stabat Mater joue plus sur le pouvoir émotionnel des voix (soprane, ténor, contre-ténor) et des solos de cordes que sur une illustration figurative de la douleur de la Vierge au pied de la croix qu'il est censé représenter.
L'exécution de l'œuvre dure environ 24 minutes.

## Discographie sélective
- Sur le disque Arbos, par le Hilliard Ensemble et Gidon Kremer dirigé par Paul Hillier chez ECM, 1986.
- Sur le disque Creator Spiritus, par le Theatre of Voices dirigé par Paul Hillier chez Harmonia Mundi, 2012.